# Alice Lake (Schauspielerin)

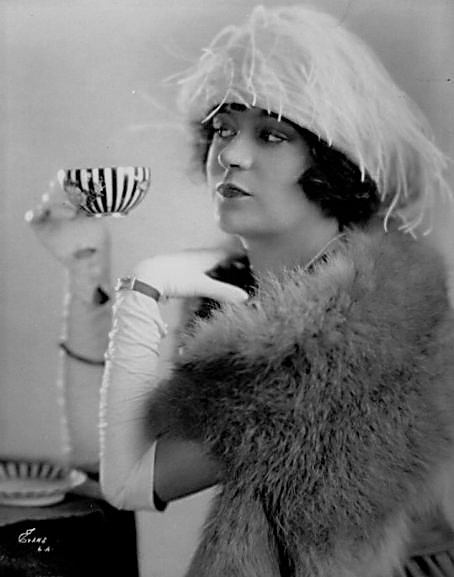
Alice Lake (frühe 1920er-Jahre)

Alice Lake (* 12. September 1895 in Brooklyn, New York City, USA; † 15. November 1967 in Hollywood, Los Angeles, Kalifornien, ebenda) war eine amerikanische Filmschauspielerin. Sie begann ihre Karriere in der Stummfilmzeit und trat häufig in Kurzfilmkomödien an der Seite von Roscoe Arbuckle auf.
Sie hat einen Stern auf dem Hollywood Walk of Fame.

## Karriere
Geboren in Brooklyn, New York City, begann Lake ihre Karriere als Tänzerin. Ihr Leinwanddebüt gab sie 1912, und sie trat in einer Reihe von Kurzfilmen von Mack Sennett auf. Lake war oft die Hauptdarstellerin von Roscoe Arbuckle in Komödien wie Oh Doctor! (1917) und Der Koch (1918). Arbuckle führte bei beiden Filmen Regie und wurde von Buster Keaton unterstützt, der in Oh Doctor! eine Hauptrolle spielte.
Lake spielte auch dramatische Rollen mit Bert Lytell in Blackie's Redemption und The Lion's Den, beide von 1919. In den 1920er-Jahren trat sie in einer Reihe von Metro-Stummfilmen als Hauptdarstellerin auf. Auf dem Höhepunkt ihrer Karriere verdiente sie als Filmschauspielerin 1.200 Dollar pro Woche. Lake hatte nur begrenzten Erfolg in dramatischen Rollen. Nach der Einführung des Tonfilms nahm die Qualität ihrer Filmrollen ab und sie trat nur noch in Nebenrollen auf. Ihr letzter Filmauftritt war 1935 mit einer kleinen Rolle in Frisco Kid. Insgesamt hatte sie Auftritte in mindestens sechsundneunzig Filmen.

## Leben
Im März 1924 heiratete Lake den Schauspielerkollegen Robert Williams, doch die Ehe wurde 1925 geschieden. Williams war ein Vaudeville-Darsteller, der in einer Reihe von Bühnenstücken aufgetreten war.
Für ihren Beitrag zur Filmindustrie erhielt Alice Lake am 8. Februar 1960 einen Stern auf dem Hollywood Walk of Fame.
Lake starb 1967 im Alter von 72 Jahren an einem Herzinfarkt im Paradise Sanitarium in Hollywood, Kalifornien. Sie wurde auf dem Valhalla Memorial Park Cemetery in North Hollywood begraben.

## Filmografie (Auswahl)
| Jahr | Titel                     | deutscher Titel                                             | Rolle                     | Anmerkungen                                                                               |
| ---- | ------------------------- | ----------------------------------------------------------- | ------------------------- | ----------------------------------------------------------------------------------------- |
| 1916 | The Moonshiners           |                                                             | Lady Jocelyn              |                                                                                           |
| 1916 | A Creampuff Romance       |                                                             |                           | Alternativtitel: His Alibi                                                                |
| 1917 | A Reckless Romeo          | Oh Du, Romeo!                                               | Ehefrau                   | Alternativtitel: A Creampuff Romance                                                      |
| 1917 | The Rough House           | Fatty als Brandstifter                                      | Mrs. Rough                |                                                                                           |
| 1917 | A Country Hero            |                                                             | Lehrerin                  | verschollen                                                                               |
| 1918 | Out West                  |                                                             | Mitglied der Heilsarmee   | Alternativtitel: The Sheriff                                                              |
| 1918 | The Bell Boy              |                                                             | Cutie Cuticle, Manikeurin |                                                                                           |
| 1918 | Moonshine                 |                                                             | Moonshiner's Tochter      |                                                                                           |
| 1919 | The Lion's Den            |                                                             | Dorothy Stedman           |                                                                                           |
| 1919 | Lombardi, Ltd.            |                                                             | Norah Blake               |                                                                                           |
| 1919 | Blackie's Redemption      | Ein guter Kerl im Sträflingskittel oder Das Recht auf Leben | Mary Dawson               |                                                                                           |
| 1919 | Full of Pep               |                                                             | Felicia Bocaz             |                                                                                           |
| 1920 | The Misfit Wife           |                                                             | Katie Malloy              |                                                                                           |
| 1920 | The Garage                | Die Werkstatt (1920)                                        | Komparsin                 | Uncredited                                                                                |
| 1921 | Over the Wire             |                                                             | Kathleen Dexter           |                                                                                           |
| 1922 | Environment               |                                                             | Sally 'Chicago Sal' Dolan |                                                                                           |
| 1923 | Red Lights                | D-Zug des Grauens                                           | Norah O’Neill             |                                                                                           |
| 1923 | Broken Hearts of Broadway |                                                             | Bubbles Revere            |                                                                                           |
| 1923 | Modern Matrimony          |                                                             | Patricia Waddington       |                                                                                           |
| 1923 | The Unknown Purple        |                                                             | Jewel Marchmont           |                                                                                           |
| 1923 | Souls for Sale            | Der Markt der Seelen                                        |                           | umcredited Cameo                                                                          |
| 1924 | The Law and the Lady      |                                                             | Marion Blake              |                                                                                           |
| 1924 | The Dancing Cheat         |                                                             | 'Poppy' Marie Andrews     |                                                                                           |
| 1925 | The Price of Success      |                                                             | Ellen Harden              |                                                                                           |
| 1926 | Broken Homes              |                                                             | Arline                    |                                                                                           |
| 1926 | The Truth About Men       |                                                             | Dora                      |                                                                                           |
| 1926 | The Wives of the Prophet  |                                                             | Judith                    |                                                                                           |
| 1926 | The Hurricane             |                                                             | Ehefrau                   |                                                                                           |
| 1927 | The Angel of Broadway     |                                                             | Goldie                    | verschollen                                                                               |
| 1928 | Runaway Girls             |                                                             | Agnes Brady               | verschollen                                                                               |
| 1929 | Untamed Justice           |                                                             | Ann                       |                                                                                           |
| 1929 | Twin Beds                 |                                                             | Mrs. Treejohn             |                                                                                           |
| 1934 | Wharf Angel               | Hafengasse Nr. 4                                            | Saloongirl                |                                                                                           |
| 1934 | The Girl from Missouri    | Millionäre bevorzugt                                        | Paige's Manicurist        | Uncredited                                                                                |
| 1934 | Broadway Bill             | Broadway Bill                                               |                           | Uncredited; Alternativtitel Der Kampf ums blaue Band                                      |
| 1934 | Babes in Toyland          | Laurel und Hardy: Rache ist süß                             | Stadtbewohnerin           | Uncredited; Alternativtitel Böse Buben im Wunderland/ Die lieben Kleinen im Spielzeugland |
| 1934 | The Mighty Barnum         | Zirkus Barnum                                               | Woman in Museum           | Uncredited                                                                                |
| 1935 | Frisco Kid                | Frisco Kid                                                  | Nebenrolle                | Uncredited                                                                                |